# Grand Prix Cycliste la Marseillaise 2023
Grand Prix Cycliste la Marseillaise 2023 var den 44. udgave af det franske cykelløb Grand Prix Cycliste la Marseillaise. Det 167,9 km lange linjeløb blev kørt den 29. januar 2023 med start i Marseille og mål i Septèmes-les-Vallons. Løbet var en del af UCI Europe Tour 2023 og Coupe de France.
Løbet blev vundet af amerikanske Neilson Powless fra EF Education-EasyPost.

## Resultater
| \| Samlede stilling \| Samlede stilling \| Samlede stilling \| Samlede stilling \| Samlede stilling \| \| Rytter \| Rytter \| Hold \| Tid \| \| \| ---------------- \| ------------------- \| ---------------------- \| ---------------- \| ---------------- \| \| 1. \| Neilson Powless \| EF Education-EasyPost \| 4t 19' 13" \| \| \| 2. \| Valentin Ferron \| TotalEnergies \| + 1' 15" \| \| \| 3. \| Brent Van Moer \| Lotto Dstny \| + 1' 15" \| \| \| 4. \| Jenno Berckmoes \| Team Flanders-Baloise \| + 1' 15" \| \| \| 5. \| Krists Neilands \| Israel-Premier Tech \| + 1' 15" \| \| \| 6. \| Pierre-Luc Périchon \| Cofidis \| + 1' 15" \| \| \| 7. \| Thibault Guernalec \| Arkéa-Samsic \| + 1' 15" \| \| \| 8. \| Lenny Martinez \| Groupama-FDJ \| + 1' 15" \| \| \| 9. \| Enzo Paleni \| Groupama-FDJ \| + 1' 15" \| \| \| 10. \| Petr Kelemen \| Tudor Pro Cycling Team \| + 1' 19" \| \| |                     |                        |            |
| |                     |                        |            |
| Kilde: ProCyclingStats |                     |                        |            |
| Samlede stilling |                     |                        |            |
| Rytter | Rytter              | Hold                   | Tid        |
| 1. | Neilson Powless     | EF Education-EasyPost  | 4t 19' 13" |
| 2. | Valentin Ferron     | TotalEnergies          | + 1' 15"   |
| 3. | Brent Van Moer      | Lotto Dstny            | + 1' 15"   |
| 4. | Jenno Berckmoes     | Team Flanders-Baloise  | + 1' 15"   |
| 5. | Krists Neilands     | Israel-Premier Tech    | + 1' 15"   |
| 6. | Pierre-Luc Périchon | Cofidis                | + 1' 15"   |
| 7. | Thibault Guernalec  | Arkéa-Samsic           | + 1' 15"   |
| 8. | Lenny Martinez      | Groupama-FDJ           | + 1' 15"   |
| 9. | Enzo Paleni         | Groupama-FDJ           | + 1' 15"   |
| 10. | Petr Kelemen        | Tudor Pro Cycling Team | + 1' 19"   |

## Hold og ryttere
| UCI WorldTeams (6)- AG2R Citroën Team - Cofidis - Groupama-FDJ - Alpecin-Deceuninck - EF Education-EasyPost - Arkéa-Samsic UCI ProTeams (9)- TotalEnergies - Bingoal WB - Equipo Kern Pharma - Israel-Premier Tech - Lotto Dstny - Team Flanders-Baloise - Uno-X Pro Cycling Team - Tudor Pro Cycling Team - Caja Rural-Seguros RGA UCI Kontinentalhold (5)- Go Sport-Roubaix Lille Métropole - Nice Métropole Côte d'Azur - Saint Michel-Mavic-Auber 93 - CIC U Nantes Atlantique - Beltrami TSA-Tre Colli |
| |

### Danske ryttere
| Danske ryttere på startlisten |                    |                        |           |
| Rygnummer                     | Rytter             | Hold                   | Placering |
| 83                            | William Blume Levy | Uno-X Pro Cycling Team | 107       |

* DNF = gennemførte ikke

### Startliste
| Arkéa-Samsic ARK | Arkéa-Samsic ARK          | Arkéa-Samsic ARK |
| ---------------- | ------------------------- | ---------------- |
| Nr.              | Rytter                    | Placering        |
| 1                | Maxime Bouet (FRA)        | 68.              |
| 2                | Luca Mozzato (ITA)        | 72.              |
| 3                | Clément Champoussin (FRA) | 60.              |
| 4                | Laurent Pichon (FRA)      | 67.              |
| 5                | Thibault Guernalec (FRA)  | 7.               |
| 6                | Jenthe Biermans (BEL)     | 17.              |
| 7                | Clément Russo (FRA)       | 31.              |

| AG2R Citroën Team ACT | AG2R Citroën Team ACT     | AG2R Citroën Team ACT |
| --------------------- | ------------------------- | --------------------- |
| Nr.                   | Rytter                    | Placering             |
| 11                    | Benoît Cosnefroy (FRA)    | 61.                   |
| 12                    | Pierre Gautherat (FRA)    | 123.                  |
| 13                    | Lawrence Naesen (BEL)     | 111.                  |
| 14                    | Oliver Naesen (BEL)       | 41.                   |
| 15                    | Nicolas Prodhomme (FRA)   | DNF                   |
| 16                    | Valentin Retailleau (FRA) | 117.                  |
| 17                    | Larry Warbasse (USA)      | 64.                   |

| Cofidis COF | Cofidis COF               | Cofidis COF |
| ----------- | ------------------------- | ----------- |
| Nr.         | Rytter                    | Placering   |
| 21          | Benjamin Thomas (FRA)     | 84.         |
| 22          | Thomas Champion (FRA)     | 74.         |
| 23          | Alexandre Delettre (FRA)  | 83.         |
| 24          | Wesley Kreder (NED)       | 85.         |
| 25          | Anthony Perez (FRA)       | 47.         |
| 26          | Pierre-Luc Périchon (FRA) | 6.          |
| 27          | Rémy Rochas (FRA)         | 73.         |

| Groupama-FDJ GFC | Groupama-FDJ GFC        | Groupama-FDJ GFC |
| ---------------- | ----------------------- | ---------------- |
| Nr.              | Rytter                  | Placering        |
| 31               | Bruno Armirail (FRA)    | 54.              |
| 32               | Enzo Paleni (FRA)       | 9.               |
| 33               | Fabian Lienhard (SUI)   | 81.              |
| 34               | Lenny Martinez (FRA)    | 8.               |
| 35               | Jake Stewart (GBR)      | DNS              |
| 36               | Lars van den Berg (NED) | 75.              |
| 37               | Samuel Watson (GBR)     | 23.              |

| Alpecin-Deceuninck ADC | Alpecin-Deceuninck ADC      | Alpecin-Deceuninck ADC |
| ---------------------- | --------------------------- | ---------------------- |
| Nr.                    | Rytter                      | Placering              |
| 41                     | Dries De Bondt (BEL)        | 12.                    |
| 42                     | Axel Laurance (FRA)         | 48.                    |
| 43                     | Edward Planckaert (BEL)     | 34.                    |
| 44                     | Lionel Taminiaux (BEL)      | 119.                   |
| 45                     | Fabio Van den Bossche (BEL) | 13.                    |
| 46                     | Ayco Bastiaens (BEL)        | 116.                   |
| 47                     | Siebe Roesems (BEL)         | 115.                   |

| EF Education-EasyPost EFE | EF Education-EasyPost EFE | EF Education-EasyPost EFE |
| ------------------------- | ------------------------- | ------------------------- |
| Nr.                       | Rytter                    | Placering                 |
| 51                        | Stefan Bissegger (SUI)    | 82.                       |
| 52                        | Simon Carr (GBR)          | 77.                       |
| 53                        | Marijn van den Berg (NED) | 11.                       |
| 54                        | Ben Healy (IRL)           | 86.                       |
| 55                        | Mark Padun (UKR)          | DNF                       |
| 56                        | Neilson Powless (USA)     | 1.                        |

| TotalEnergies TEN | TotalEnergies TEN        | TotalEnergies TEN |
| ----------------- | ------------------------ | ----------------- |
| Nr.               | Rytter                   | Placering         |
| 61                | Pierre Latour (FRA)      | 122.              |
| 62                | Jérémy Cabot (FRA)       | 92.               |
| 63                | Alexis Vuillermoz (FRA)  | 44.               |
| 64                | Thomas Bonnet (FRA)      | 95.               |
| 65                | Mathieu Burgaudeau (FRA) | 55.               |
| 66                | Sandy Dujardin (FRA)     | 37.               |
| 67                | Valentin Ferron (FRA)    | 2.                |

| Israel-Premier Tech IPT | Israel-Premier Tech IPT | Israel-Premier Tech IPT |
| ----------------------- | ----------------------- | ----------------------- |
| Nr.                     | Rytter                  | Placering               |
| 71                      | Sep Vanmarcke (BEL)     | 14.                     |
| 72                      | Guillaume Boivin (CAN)  | 18.                     |
| 73                      | Ben Hermans (BEL)       | 78.                     |
| 74                      | Hugo Houle (CAN)        | 19.                     |
| 75                      | Krists Neilands (LAT)   | 5.                      |
| 76                      | Dylan Teuns (BEL)       | 71.                     |
| 77                      | Nadav Raisberg (ISR)    | 40.                     |

| Uno-X Pro Cycling Team UXT | Uno-X Pro Cycling Team UXT       | Uno-X Pro Cycling Team UXT |
| -------------------------- | -------------------------------- | -------------------------- |
| Nr.                        | Rytter                           | Placering                  |
| 81                         | Anders Halland Johannessen (NOR) | DNF                        |
| 82                         | Kristoffer Halvorsen (NOR)       | 24.                        |
| 83                         | William Blume Levy (DEN)         | 107.                       |
| 84                         | Martin Bugge Urianstad (NOR)     | 87.                        |
| 85                         | Rasmus Tiller (NOR) (landevej)   | 70.                        |
| 86                         | Erik Nordsæter Resell (NOR)      | 69.                        |
| 87                         | Fredrik Dversnes (NOR)           | 46.                        |

| Lotto Dstny LTD | Lotto Dstny LTD          | Lotto Dstny LTD |
| --------------- | ------------------------ | --------------- |
| Nr.             | Rytter                   | Placering       |
| 91              | Arnaud De Lie (BEL)      | 27.             |
| 92              | Johannes Adamietz (GER)  | HD              |
| 93              | Cedric Beullens (BEL)    | DNF             |
| 94              | Jasper De Buyst (BEL)    | 80.             |
| 95              | Sébastien Grignard (BEL) | 26.             |
| 96              | Liam Slock (BEL)         | 32.             |
| 97              | Brent Van Moer (BEL)     | 3.              |

| Bingoal WB BWB | Bingoal WB BWB          | Bingoal WB BWB |
| -------------- | ----------------------- | -------------- |
| Nr.            | Rytter                  | Placering      |
| 101            | Julian Mertens (BEL)    | 66.            |
| 102            | Luca De Meester (BEL)   | 103.           |
| 103            | Johan Meens (BEL)       | 42.            |
| 104            | Rémy Mertz (BEL)        | 28.            |
| 105            | Ludovic Robeet (BEL)    | 39.            |
| 106            | Luca Van Boven (BEL)    | 50.            |
| 107            | Nathan Vandepitte (FRA) | 118.           |

| Team Flanders-Baloise TFB | Team Flanders-Baloise TFB | Team Flanders-Baloise TFB |
| ------------------------- | ------------------------- | ------------------------- |
| Nr.                       | Rytter                    | Placering                 |
| 111                       | Jenno Berckmoes (BEL)     | 4.                        |
| 112                       | Vito Braet (BEL)          | 20.                       |
| 113                       | Gilles De Wilde (BEL)     | 113.                      |
| 114                       | Milan Fretin (BEL)        | 21.                       |
| 115                       | Elias Maris (BEL)         | 56.                       |
| 116                       | Aaron Van Poucke (BEL)    | 16.                       |
| 117                       | Aaron Verwilst (BEL)      | 108.                      |

| Caja Rural-Seguros RGA CJR | Caja Rural-Seguros RGA CJR | Caja Rural-Seguros RGA CJR |
| -------------------------- | -------------------------- | -------------------------- |
| Nr.                        | Rytter                     | Placering                  |
| 121                        | Josu Etxeberria (ESP)      | 124.                       |
| 122                        | Tomáš Bárta (CZE)          | HD                         |
| 123                        | David González López (ESP) | 35.                        |
| 124                        | Joseba López (ESP)         | 106.                       |
| 125                        | Joel Nicolau (ESP)         | 43.                        |
| 126                        | Eduard Prades (ESP)        | 36.                        |
| 127                        | Michal Schlegel (CZE)      | 114.                       |

| Equipo Kern Pharma EKP | Equipo Kern Pharma EKP      | Equipo Kern Pharma EKP |
| ---------------------- | --------------------------- | ---------------------- |
| Nr.                    | Rytter                      | Placering              |
| 131                    | Francisco Galván (ESP)      | 62.                    |
| 132                    | Martí Márquez (ESP)         | 89.                    |
| 133                    | Danny van der Tuuk (NED)    | 110.                   |
| 134                    | Pau Miquel (ESP)            | 29.                    |
| 135                    | Eugenio Sánchez López (ESP) | 98.                    |
| 136                    | Raúl García Pierna (ESP)    | 65.                    |
| 137                    | Álex Jaime (ESP)            | 112.                   |

| Tudor Pro Cycling Team TUD | Tudor Pro Cycling Team TUD | Tudor Pro Cycling Team TUD |
| -------------------------- | -------------------------- | -------------------------- |
| Nr.                        | Rytter                     | Placering                  |
| 141                        | Nils Brun (SUI)            | 22.                        |
| 142                        | Aloïs Charrin (FRA)        | DNS                        |
| 143                        | Jacob Eriksson (SWE)       | 53.                        |
| 144                        | Lucas Eriksson (SWE)       | 58.                        |
| 145                        | Robin Froidevaux (SUI)     | 121.                       |
| 146                        | Petr Kelemen (CZE)         | 10.                        |
| 147                        | Joel Suter (SUI)           | 88.                        |

| Saint Michel-Mavic-Auber 93 AUB | Saint Michel-Mavic-Auber 93 AUB | Saint Michel-Mavic-Auber 93 AUB |
| ------------------------------- | ------------------------------- | ------------------------------- |
| Nr.                             | Rytter                          | Placering                       |
| 151                             | Romain Cardis (FRA)             | DNF                             |
| 152                             | Nicolas Debeaumarché (FRA)      | 59.                             |
| 153                             | Anthony Maldonado (FRA)         | 30.                             |
| 154                             | Thomas Devaux (FRA)             | 76.                             |
| 155                             | Thomas Gachignard (FRA)         | 79.                             |
| 156                             | Flavien Maurelet (FRA)          | 52.                             |
| 157                             | Florian Rapiteau (FRA)          | HD                              |

| Go Sport-Roubaix Lille Métropole GRL | Go Sport-Roubaix Lille Métropole GRL | Go Sport-Roubaix Lille Métropole GRL |
| ------------------------------------ | ------------------------------------ | ------------------------------------ |
| Nr.                                  | Rytter                               | Placering                            |
| 161                                  | Thomas Boudat (FRA)                  | 104.                                 |
| 162                                  | Célestin Guillon (FRA)               | 101.                                 |
| 163                                  | Maxime Jarnet (FRA)                  | 120.                                 |
| 164                                  | Maximilien Juillard (FRA)            | 96.                                  |
| 165                                  | Jérémy Leveau (FRA)                  | DNF                                  |
| 166                                  | Tom Mainguenaud (FRA)                | 90.                                  |
| 167                                  | Kenny Molly (BEL)                    | DNF                                  |

| CIC U Nantes Atlantique UCN | CIC U Nantes Atlantique UCN | CIC U Nantes Atlantique UCN |
| --------------------------- | --------------------------- | --------------------------- |
| Nr.                         | Rytter                      | Placering                   |
| 171                         | Jordan Jegat (FRA)          | 45.                         |
| 172                         | Yaël Joalland (FRA)         | 57.                         |
| 173                         | Léo Danès (FRA)             | 93.                         |
| 174                         | Maël Guégan (FRA)           | 38.                         |
| 175                         | Robin Plamondon (CAN)       | 63.                         |
| 176                         | Nolann Mahoudo (FRA)        | 25.                         |
| 177                         | Emmanuel Morin (FRA)        | 15.                         |

| Nice Métropole Côte d'Azur NMC | Nice Métropole Côte d'Azur NMC | Nice Métropole Côte d'Azur NMC |
| ------------------------------ | ------------------------------ | ------------------------------ |
| Nr.                            | Rytter                         | Placering                      |
| 181                            | Andrea Mifsud                  | 91.                            |
| 182                            | Jonathan Couanon (FRA)         | 94.                            |
| 183                            | Tristan Delacroix (FRA)        | 105.                           |
| 184                            | Jean Goubert (FRA)             | 49.                            |
| 185                            | Julian Lino (FRA)              | 102.                           |
| 186                            | Jean-Louis Le Ny (FRA)         | 109.                           |
| 187                            | Maxime Urruty (FRA)            | 51.                            |

| Beltrami TSA-Tre Colli BTC | Beltrami TSA-Tre Colli BTC | Beltrami TSA-Tre Colli BTC |
| -------------------------- | -------------------------- | -------------------------- |
| Nr.                        | Rytter                     | Placering                  |
| 191                        | Matteo Freddi (ITA)        | HD                         |
| 192                        | Thomas Pesenti (ITA)       | 33.                        |
| 193                        | Lucio Pierantozzi (ITA)    | 100.                       |
| 194                        | Andrea Piras (ITA)         | DNF                        |
| 195                        | Alex Raimondi (ITA)        | 97.                        |
| 196                        | Andrea Biancalani (ITA)    | 99.                        |
| 197                        | Michael Vanni (ITA)        | DNF                        |

| Arkéa-Samsic ARK | Arkéa-Samsic ARK          | Arkéa-Samsic ARK |
| ---------------- | ------------------------- | ---------------- |
| Nr.              | Rytter                    | Placering        |
| 1                | Maxime Bouet (FRA)        | 68.              |
| 2                | Luca Mozzato (ITA)        | 72.              |
| 3                | Clément Champoussin (FRA) | 60.              |
| 4                | Laurent Pichon (FRA)      | 67.              |
| 5                | Thibault Guernalec (FRA)  | 7.               |
| 6                | Jenthe Biermans (BEL)     | 17.              |
| 7                | Clément Russo (FRA)       | 31.              |

| AG2R Citroën Team ACT | AG2R Citroën Team ACT     | AG2R Citroën Team ACT |
| --------------------- | ------------------------- | --------------------- |
| Nr.                   | Rytter                    | Placering             |
| 11                    | Benoît Cosnefroy (FRA)    | 61.                   |
| 12                    | Pierre Gautherat (FRA)    | 123.                  |
| 13                    | Lawrence Naesen (BEL)     | 111.                  |
| 14                    | Oliver Naesen (BEL)       | 41.                   |
| 15                    | Nicolas Prodhomme (FRA)   | DNF                   |
| 16                    | Valentin Retailleau (FRA) | 117.                  |
| 17                    | Larry Warbasse (USA)      | 64.                   |

| Cofidis COF | Cofidis COF               | Cofidis COF |
| ----------- | ------------------------- | ----------- |
| Nr.         | Rytter                    | Placering   |
| 21          | Benjamin Thomas (FRA)     | 84.         |
| 22          | Thomas Champion (FRA)     | 74.         |
| 23          | Alexandre Delettre (FRA)  | 83.         |
| 24          | Wesley Kreder (NED)       | 85.         |
| 25          | Anthony Perez (FRA)       | 47.         |
| 26          | Pierre-Luc Périchon (FRA) | 6.          |
| 27          | Rémy Rochas (FRA)         | 73.         |

| Groupama-FDJ GFC | Groupama-FDJ GFC        | Groupama-FDJ GFC |
| ---------------- | ----------------------- | ---------------- |
| Nr.              | Rytter                  | Placering        |
| 31               | Bruno Armirail (FRA)    | 54.              |
| 32               | Enzo Paleni (FRA)       | 9.               |
| 33               | Fabian Lienhard (SUI)   | 81.              |
| 34               | Lenny Martinez (FRA)    | 8.               |
| 35               | Jake Stewart (GBR)      | DNS              |
| 36               | Lars van den Berg (NED) | 75.              |
| 37               | Samuel Watson (GBR)     | 23.              |

| Alpecin-Deceuninck ADC | Alpecin-Deceuninck ADC      | Alpecin-Deceuninck ADC |
| ---------------------- | --------------------------- | ---------------------- |
| Nr.                    | Rytter                      | Placering              |
| 41                     | Dries De Bondt (BEL)        | 12.                    |
| 42                     | Axel Laurance (FRA)         | 48.                    |
| 43                     | Edward Planckaert (BEL)     | 34.                    |
| 44                     | Lionel Taminiaux (BEL)      | 119.                   |
| 45                     | Fabio Van den Bossche (BEL) | 13.                    |
| 46                     | Ayco Bastiaens (BEL)        | 116.                   |
| 47                     | Siebe Roesems (BEL)         | 115.                   |

| EF Education-EasyPost EFE | EF Education-EasyPost EFE | EF Education-EasyPost EFE |
| ------------------------- | ------------------------- | ------------------------- |
| Nr.                       | Rytter                    | Placering                 |
| 51                        | Stefan Bissegger (SUI)    | 82.                       |
| 52                        | Simon Carr (GBR)          | 77.                       |
| 53                        | Marijn van den Berg (NED) | 11.                       |
| 54                        | Ben Healy (IRL)           | 86.                       |
| 55                        | Mark Padun (UKR)          | DNF                       |
| 56                        | Neilson Powless (USA)     | 1.                        |

| TotalEnergies TEN | TotalEnergies TEN        | TotalEnergies TEN |
| ----------------- | ------------------------ | ----------------- |
| Nr.               | Rytter                   | Placering         |
| 61                | Pierre Latour (FRA)      | 122.              |
| 62                | Jérémy Cabot (FRA)       | 92.               |
| 63                | Alexis Vuillermoz (FRA)  | 44.               |
| 64                | Thomas Bonnet (FRA)      | 95.               |
| 65                | Mathieu Burgaudeau (FRA) | 55.               |
| 66                | Sandy Dujardin (FRA)     | 37.               |
| 67                | Valentin Ferron (FRA)    | 2.                |

| Israel-Premier Tech IPT | Israel-Premier Tech IPT | Israel-Premier Tech IPT |
| ----------------------- | ----------------------- | ----------------------- |
| Nr.                     | Rytter                  | Placering               |
| 71                      | Sep Vanmarcke (BEL)     | 14.                     |
| 72                      | Guillaume Boivin (CAN)  | 18.                     |
| 73                      | Ben Hermans (BEL)       | 78.                     |
| 74                      | Hugo Houle (CAN)        | 19.                     |
| 75                      | Krists Neilands (LAT)   | 5.                      |
| 76                      | Dylan Teuns (BEL)       | 71.                     |
| 77                      | Nadav Raisberg (ISR)    | 40.                     |

| Uno-X Pro Cycling Team UXT | Uno-X Pro Cycling Team UXT       | Uno-X Pro Cycling Team UXT |
| -------------------------- | -------------------------------- | -------------------------- |
| Nr.                        | Rytter                           | Placering                  |
| 81                         | Anders Halland Johannessen (NOR) | DNF                        |
| 82                         | Kristoffer Halvorsen (NOR)       | 24.                        |
| 83                         | William Blume Levy (DEN)         | 107.                       |
| 84                         | Martin Bugge Urianstad (NOR)     | 87.                        |
| 85                         | Rasmus Tiller (NOR) (landevej)   | 70.                        |
| 86                         | Erik Nordsæter Resell (NOR)      | 69.                        |
| 87                         | Fredrik Dversnes (NOR)           | 46.                        |

| Lotto Dstny LTD | Lotto Dstny LTD          | Lotto Dstny LTD |
| --------------- | ------------------------ | --------------- |
| Nr.             | Rytter                   | Placering       |
| 91              | Arnaud De Lie (BEL)      | 27.             |
| 92              | Johannes Adamietz (GER)  | HD              |
| 93              | Cedric Beullens (BEL)    | DNF             |
| 94              | Jasper De Buyst (BEL)    | 80.             |
| 95              | Sébastien Grignard (BEL) | 26.             |
| 96              | Liam Slock (BEL)         | 32.             |
| 97              | Brent Van Moer (BEL)     | 3.              |

| Bingoal WB BWB | Bingoal WB BWB          | Bingoal WB BWB |
| -------------- | ----------------------- | -------------- |
| Nr.            | Rytter                  | Placering      |
| 101            | Julian Mertens (BEL)    | 66.            |
| 102            | Luca De Meester (BEL)   | 103.           |
| 103            | Johan Meens (BEL)       | 42.            |
| 104            | Rémy Mertz (BEL)        | 28.            |
| 105            | Ludovic Robeet (BEL)    | 39.            |
| 106            | Luca Van Boven (BEL)    | 50.            |
| 107            | Nathan Vandepitte (FRA) | 118.           |

| Team Flanders-Baloise TFB | Team Flanders-Baloise TFB | Team Flanders-Baloise TFB |
| ------------------------- | ------------------------- | ------------------------- |
| Nr.                       | Rytter                    | Placering                 |
| 111                       | Jenno Berckmoes (BEL)     | 4.                        |
| 112                       | Vito Braet (BEL)          | 20.                       |
| 113                       | Gilles De Wilde (BEL)     | 113.                      |
| 114                       | Milan Fretin (BEL)        | 21.                       |
| 115                       | Elias Maris (BEL)         | 56.                       |
| 116                       | Aaron Van Poucke (BEL)    | 16.                       |
| 117                       | Aaron Verwilst (BEL)      | 108.                      |

| Caja Rural-Seguros RGA CJR | Caja Rural-Seguros RGA CJR | Caja Rural-Seguros RGA CJR |
| -------------------------- | -------------------------- | -------------------------- |
| Nr.                        | Rytter                     | Placering                  |
| 121                        | Josu Etxeberria (ESP)      | 124.                       |
| 122                        | Tomáš Bárta (CZE)          | HD                         |
| 123                        | David González López (ESP) | 35.                        |
| 124                        | Joseba López (ESP)         | 106.                       |
| 125                        | Joel Nicolau (ESP)         | 43.                        |
| 126                        | Eduard Prades (ESP)        | 36.                        |
| 127                        | Michal Schlegel (CZE)      | 114.                       |

| Equipo Kern Pharma EKP | Equipo Kern Pharma EKP      | Equipo Kern Pharma EKP |
| ---------------------- | --------------------------- | ---------------------- |
| Nr.                    | Rytter                      | Placering              |
| 131                    | Francisco Galván (ESP)      | 62.                    |
| 132                    | Martí Márquez (ESP)         | 89.                    |
| 133                    | Danny van der Tuuk (NED)    | 110.                   |
| 134                    | Pau Miquel (ESP)            | 29.                    |
| 135                    | Eugenio Sánchez López (ESP) | 98.                    |
| 136                    | Raúl García Pierna (ESP)    | 65.                    |
| 137                    | Álex Jaime (ESP)            | 112.                   |

| Tudor Pro Cycling Team TUD | Tudor Pro Cycling Team TUD | Tudor Pro Cycling Team TUD |
| -------------------------- | -------------------------- | -------------------------- |
| Nr.                        | Rytter                     | Placering                  |
| 141                        | Nils Brun (SUI)            | 22.                        |
| 142                        | Aloïs Charrin (FRA)        | DNS                        |
| 143                        | Jacob Eriksson (SWE)       | 53.                        |
| 144                        | Lucas Eriksson (SWE)       | 58.                        |
| 145                        | Robin Froidevaux (SUI)     | 121.                       |
| 146                        | Petr Kelemen (CZE)         | 10.                        |
| 147                        | Joel Suter (SUI)           | 88.                        |

| Saint Michel-Mavic-Auber 93 AUB | Saint Michel-Mavic-Auber 93 AUB | Saint Michel-Mavic-Auber 93 AUB |
| ------------------------------- | ------------------------------- | ------------------------------- |
| Nr.                             | Rytter                          | Placering                       |
| 151                             | Romain Cardis (FRA)             | DNF                             |
| 152                             | Nicolas Debeaumarché (FRA)      | 59.                             |
| 153                             | Anthony Maldonado (FRA)         | 30.                             |
| 154                             | Thomas Devaux (FRA)             | 76.                             |
| 155                             | Thomas Gachignard (FRA)         | 79.                             |
| 156                             | Flavien Maurelet (FRA)          | 52.                             |
| 157                             | Florian Rapiteau (FRA)          | HD                              |

| Go Sport-Roubaix Lille Métropole GRL | Go Sport-Roubaix Lille Métropole GRL | Go Sport-Roubaix Lille Métropole GRL |
| ------------------------------------ | ------------------------------------ | ------------------------------------ |
| Nr.                                  | Rytter                               | Placering                            |
| 161                                  | Thomas Boudat (FRA)                  | 104.                                 |
| 162                                  | Célestin Guillon (FRA)               | 101.                                 |
| 163                                  | Maxime Jarnet (FRA)                  | 120.                                 |
| 164                                  | Maximilien Juillard (FRA)            | 96.                                  |
| 165                                  | Jérémy Leveau (FRA)                  | DNF                                  |
| 166                                  | Tom Mainguenaud (FRA)                | 90.                                  |
| 167                                  | Kenny Molly (BEL)                    | DNF                                  |

| CIC U Nantes Atlantique UCN | CIC U Nantes Atlantique UCN | CIC U Nantes Atlantique UCN |
| --------------------------- | --------------------------- | --------------------------- |
| Nr.                         | Rytter                      | Placering                   |
| 171                         | Jordan Jegat (FRA)          | 45.                         |
| 172                         | Yaël Joalland (FRA)         | 57.                         |
| 173                         | Léo Danès (FRA)             | 93.                         |
| 174                         | Maël Guégan (FRA)           | 38.                         |
| 175                         | Robin Plamondon (CAN)       | 63.                         |
| 176                         | Nolann Mahoudo (FRA)        | 25.                         |
| 177                         | Emmanuel Morin (FRA)        | 15.                         |

| Nice Métropole Côte d'Azur NMC | Nice Métropole Côte d'Azur NMC | Nice Métropole Côte d'Azur NMC |
| ------------------------------ | ------------------------------ | ------------------------------ |
| Nr.                            | Rytter                         | Placering                      |
| 181                            | Andrea Mifsud                  | 91.                            |
| 182                            | Jonathan Couanon (FRA)         | 94.                            |
| 183                            | Tristan Delacroix (FRA)        | 105.                           |
| 184                            | Jean Goubert (FRA)             | 49.                            |
| 185                            | Julian Lino (FRA)              | 102.                           |
| 186                            | Jean-Louis Le Ny (FRA)         | 109.                           |
| 187                            | Maxime Urruty (FRA)            | 51.                            |

| Beltrami TSA-Tre Colli BTC | Beltrami TSA-Tre Colli BTC | Beltrami TSA-Tre Colli BTC |
| -------------------------- | -------------------------- | -------------------------- |
| Nr.                        | Rytter                     | Placering                  |
| 191                        | Matteo Freddi (ITA)        | HD                         |
| 192                        | Thomas Pesenti (ITA)       | 33.                        |
| 193                        | Lucio Pierantozzi (ITA)    | 100.                       |
| 194                        | Andrea Piras (ITA)         | DNF                        |
| 195                        | Alex Raimondi (ITA)        | 97.                        |
| 196                        | Andrea Biancalani (ITA)    | 99.                        |
| 197                        | Michael Vanni (ITA)        | DNF                        |